# Pièce à thèse

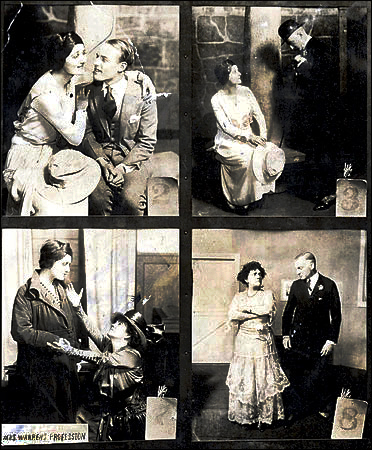
Photographies de 1918 : la pièce de George Bernard Shaw : "Mrs. Warren's Profession".

La pièce à thèse est une forme théâtrale qui naît au XIXe siècle et s'inscrit dans le courant réaliste qui traverse alors le monde littéraire et artistique. La pièce à thèse aborde des questions sociales controversées à travers les points de vue contradictoires exprimés par les personnages, points de vue qui reflètent de façon réaliste les problèmes de leur milieu social. Sa traduction anglaise, problem play, a été utilisée rétrospectivement par la critique shakespearienne et traduite par « pièce à problème » en français.  

## Théâtre duXIXesiècle
Si le théâtre servait depuis longtemps de tribune au débat social, la pièce à thèse se distingue d’abord de celles qui l'ont précédée en raison de la volonté didactique de l’auteur de défendre un point de vue moral, philosophique ou social en confrontant le spectateur au dilemme où sont placés les personnages de la pièce. En 1859, le critique littéraire de L'année littéraire et dramatique ou Revue annuelle des principales productions de la littérature note la difficulté de qualifier ces pièces nouvelles « qu’on ne saurait classer ni  parmi celles d’intrigue, ni parmi celles de mœurs, ni parmi celles de caractères ». Il en esquisse la problématique : 

« elles prennent dans la vie ordinaire une situation pathétique, à laquelle l’intrigue et l’étude des caractères sont subordonnées ; une question de morale ou d’économie sociale est posée, débattue, résolue avec toute la pompe d’une thèse philosophique. »

C’est par exemple la façon dont Alexandre Dumas fils aborde le problème de la prostitution dans La Dame aux camélias (1852) qui sera suivie de Diane de Lys, Le Demi-monde, La Question d’argent et, le 16 janvier 1858, du Fils naturel qui est un « formidable succès ».
D’autres auteurs, comme Émile Augier (1820-1889) ou  Eugène Brieux (1858-1932), lui emboitent le pas sur le mode moralisateur ou sentimental, explorant ainsi divers problèmes de société et donnant voix à des points de vue qui pouvaient difficilement s’exprimer dans la société de l’époque. 
À Paris, ce sont les théâtres du Gymnase et du Vaudeville qui s’en font une spécialité.
Les critiques ne manquent pas de souligner le ton dogmatique de certains auteurs, qui ont contribué à prêter à l'expression « pièce à thèse » des connotations négatives :

« [..] un de ces personnages assassinés par le goût du jour et la critique et qui se promènent à pas lents dans les comédies d'Alexandre Dumas fils. Ils ne prennent aucune part à l'action, ils font la leçon à tout le monde et développent, au moment opportun, la thèse ou la pensée de l'auteur. »

Le genre devient plus subtil et plus ouvert avec l’auteur norvégien Henrik Ibsen. Ses pièces allient une grande finesse psychologique à l’analyse de questions sociales d’actualité, souvent à travers le dilemme auquel doit faire face le protagoniste. Il aborde ainsi la question du droit des femmes dans Une maison de poupée (1879), celui des maladies vénériennes dans Fantômes (1882) et la cupidité provinciale dans Un ennemi du peuple (1882). Son influence a été déterminante sur certains auteurs comme George Bernard Shaw dont le théâtre offre des variantes de la pièce à thèse. Ainsi la comédie Pygmalion, plus connue du grand public dans sa version cinématographique My Fair Lady (1964), défend-elle la thèse que l’éducation (notamment l’accès au langage) est la clef de l’égalité sociale en décrivant la métamorphose d’une petite marchande de fleurs à la sauvette en une jeune femme intelligente, spirituelle et distinguée qui finit par séduire celui qui l'avait prise comme cobaye pour défendre sa thèse.

## Le cas de William Shakespeare
Le critique littéraire F. S. Boas reprit l’expression anglaise Problem play pour caractériser certaines pièces de William Shakespeare, considérant qu’elles présentaient des caractéristiques analogues à celles d’Ibsen . Au départ réservé aux trois pièces qui paraissaient présenter ces caractéristiques : Tout est bien qui finit bien, Mesure pour mesure et Troïlus et Cressida, le terme connut une grande fortune, les critiques y ayant recours par extension pour qualifier des œuvres devenues problématiques, telles que Le Marchand de Venise ou Timon d'Athènes. La critique anglo-saxonne prit ensuite l'habitude de qualifier plus généralement toutes les pièces impossibles à classer selon les catégories du théâtre classique de problem plays.
La situation se complique dans les pays francophones qui possèdent deux termes :  « pièce à thèse » étant réservé aux œuvres à caractère didactique  et « pièce à problème » (plus rarement « pièce à problèmes ») étant utilisé pour le théâtre shakespearien. Ce dernier terme est d'ailleurs employé de façon assez lâche : le mot « problème » renvoyait à la thèse défendue dans la pièce dans l’esprit de Boas ; il renvoie maintenant aussi bien à la forme non classique de certaines pièces et aux difficultés de classement qui en résultent pour le critique, qu’à l’ambigüité produite par le mélange de tragédie et de comédie dans certaines œuvres. Ainsi les critiques modernes répugnent-ils souvent à voir « Le Marchand de Venise » classé comme comédie, alors que c’est ainsi qu’il apparaît dans le premier in-folio de 1623.